# Súlyemelés az 1928. évi nyári olimpiai játékokon
Az 1928. évi nyári olimpiai játékokon a súlyemelésben öt súlycsoportban tartottak versenyt. Ezen az olimpián visszatértek az 1920. évi antwerpeni olimpián bevezetett lebonyolítási formához: a versenyzőknek három fogásnemben – nyomás, szakítás és lökés – kellett gyakorlatot bemutatniuk. Csak összetettben adtak ki érmet, a végső sorrendet az egyes gyakorlatok összesített eredményei adták.
A versenyeken magyar súlyemelők nem vettek részt.

## Éremtáblázat
A tizenöt érmen nyolc ország sportolói osztoztak. Könnyűsúlyban az osztrák és a német súlyemelő azonos összetett eredményt ért el, így ebben a súlycsoportban két olimpiai bajnokot avattak és ezüstérmet nem adtak ki.
A táblázatokban a rendező nemzet csapata eltérő háttérszínnel, az egyes számoszlopok legmagasabb értéke vagy értékei vastagítással kiemelve.
| Az 1928. évi nyári olimpiai játékok éremtáblázata súlyemelésben | Az 1928. évi nyári olimpiai játékok éremtáblázata súlyemelésben | Az 1928. évi nyári olimpiai játékok éremtáblázata súlyemelésben | Az 1928. évi nyári olimpiai játékok éremtáblázata súlyemelésben | Az 1928. évi nyári olimpiai játékok éremtáblázata súlyemelésben | Olimpia  |
| --------------------------------------------------------------- | --------------------------------------------------------------- | --------------------------------------------------------------- | --------------------------------------------------------------- | --------------------------------------------------------------- | -------- |
|                                                                 | Ország                                                          | Arany                                                           | Ezüst                                                           | Bronz                                                           | Összesen |
| 1.                                                              | Németország (GER)                                               | 2                                                               | 0                                                               | 1                                                               | 3        |
| 2.                                                              | Ausztria (AUT)                                                  | 2                                                               | 0                                                               | 0                                                               | 2        |
| 3.                                                              | Franciaország (FRA)                                             | 1                                                               | 1                                                               | 1                                                               | 3        |
| 4.                                                              | Egyiptom (EGY)                                                  | 1                                                               | 0                                                               | 0                                                               | 1        |
| 5.                                                              | Olaszország (ITA)                                               | 0                                                               | 2                                                               | 0                                                               | 2        |
| 6.                                                              | Észtország (EST)                                                | 0                                                               | 1                                                               | 0                                                               | 1        |
| 7.                                                              | Hollandia (NED)                                                 | 0                                                               | 0                                                               | 2                                                               | 2        |
| 8.                                                              | Csehszlovákia (TCH)                                             | 0                                                               | 0                                                               | 1                                                               | 1        |
|                                                                 |                                                                 |                                                                 |                                                                 |                                                                 |          |
| Összesen                                                        | Összesen                                                        | 6                                                               | 4                                                               | 5                                                               | 15       |

## Érmesek
| Az 1928. évi nyári olimpiai játékok érmesei súlyemelésben |                                                                      |                                                                    |                                                                      |
| Versenyszám                                               | Arany                                                                | Ezüst                                                              | Bronz                                                                |
| pehelysúly (60 kg-ig)                                     | Franz Andrysek · Ausztria (AUT) · (77,5+90,0+120,0=287,5 kg)         | Pierino Gabetti · Olaszország (ITA) · (80,0+90,0+112,5=282,5 kg)   | Hans Wölpert · Németország (GER) · (92,5+82,5+107,5=282,5 kg)        |
| könnyűsúly (67,5 kg-ig)                                   | Hans Haas · Ausztria (AUT) · (85,0+102,5+135,0=322,5 kg)             | Nem adták ki                                                       | Fernand Arnout · Franciaország (FRA) · (85,0+97,5+120,0=302,5 kg)    |
| könnyűsúly (67,5 kg-ig)                                   | Kurt Helbig · Németország (GER) · (90,0+97,5+135,0=322,5 kg)         | Nem adták ki                                                       | Fernand Arnout · Franciaország (FRA) · (85,0+97,5+120,0=302,5 kg)    |
| váltósúly (75 kg-ig)                                      | Roger François · Franciaország (FRA) · (102,5+102,5+130,0=335,0 kg)  | Carlo Galimberti · Olaszország (ITA) · (105,0+97,5+130,0=332,5 kg) | Guus Scheffer · Hollandia (NED) · (97,5+105,0+125,0=327,5 kg)        |
| középsúly (82,5 kg-ig)                                    | El-Sayed Nosseir · Egyiptom (EGY) · (100,0+112,5+142,5=355,0 kg)     | Louis Hostin · Franciaország (FRA) · (100,0+110,0+142,5=352,5 kg)  | Jan Verheijen · Hollandia (NED) · (95,0+105,0+137,5=337,5 kg)        |
| nehézsúly (82,5 kg-tól)                                   | Josef Straßberger · Németország (GER) · (122,5+107,5+142,5=372,5 kg) | Arnold Luhaäär · Észtország (EST) · (100,0+110,0+150,0=360,0 kg)   | Jaroslav Skobla · Csehszlovákia (TCH) · (100,0+107,5+150,0=357,5 kg) |